# NGC 4168
NGC 4168 је елиптична галаксија у сазвежђу Девица која се налази на NGC листи објеката дубоког неба.
Деклинација објекта је + 13° 12' 16" а ректасцензија 12h 12m 17,2s. Привидна величина (магнитуда) објекта NGC 4168 износи 11,2 а фотографска магнитуда 12,2. Налази се на удаљености од 27,973 милиона парсека од Сунца. NGC 4168 је још познат и под ознакама UGC 7203, MCG 2-31-46, CGCG 69-81, VCC 49, PGC 38890.